# Борбе за Горњи Милановац 1941.
Борбе за ослобођење Горњег Милановца 1941. године водили су заједно партизани и четници против немачког окупатора, а потом и међусобно. У борбама против немачког гарнизона 29. септембра учествовали су Љубићки и Таковски батаљон Чачанског партизанског одреда и делови Таковског четничког одреда.
Након ослобођења Горњег Милановца, уследио је напад четника на партизане у граду, у склопу општег напада четника на Ужичку републику. Партизани заробљени у Горњем Милановцу су одведени на Равну гору, одакле су предати Немцима, који су већину заробљених стрељали.
Убрзо потом, Горњи Милановац су поново окупирали Немци.

## Устанички напад на Немце

### Припреме за напад
Договор о нападу на Немце у Горњем Милановцу постигнут је на састанку између четника и партизана у селу Луњевици. На састанку је Звонимир Вучковић, командант Таковског четничког одреда, постављен за команданта заједничке четничко-партизанске акције против Немаца, а командант партизанског Таковског батаљона, учитељ Бранко Ракић, за његовог заменика.

### Улога четника
Четнички командант Звонко Вучковић је хтео да заустави партизански напад на Горњи Милановац, па чак и да се постави између устаника и немачког гарнизона, али је проценио да би то било веома штетно по четнике. Због тога је решио да се, бар привремено, придружи устаницима:
Није могло бити ни мало сумње да бисмо претрпели велику штету ако у тој фази нашег организовања останемо скрштених руку и по страни. Моћна пропаганда партизана не би имала ни мало муке да убеди народ да су они једини борци за слободу. Само за тренутак помислио сам на могућност да се негде испод Горњег Милановца поставим са одредом између партизана и Немачког гарнизона. Резултат такве акције несумњиво би нам куди и камо више шкодио. (...) Одлука коју сам донео, тако ми се чинило, могла је бар нешто спасити, поред тога што ми је уливала мало наде да ћу, кад се придружим партизанима, бити у стању да их наговорим да одложе напад за који дан.— Звонимир Вучковић
Исте разлоге за учешће Таковског четничког одреда у борбама за Милановац наводи и поручник Душан Ђорић у свом извештају Дражи Михаиловићу од марта 1942. године:
Када су комунисти хтели да нападну на Милановац, ја добијем наређење од поручника Вучковића са којим ме позива да се посаветујемо и договоримо, шта да радимо. Вас нисмо могли благовремено да обавестимо и решили смо да и ми нападнемо. Ако не нападнемо, а партизани Милановац заузму, сав ће народ прећи на њихову страну, јер они раде против окупатора а ми не.— Душан Ђорић

### Ток борби
Почетак напада на Горњи Милановац одређен је 29. септембра 1941. за три сата ујутру. После неколико часова борбе, поручник Вучковић је понудио опкољеним Немцима да се предају, што су они и прихватили. Заробљени Немци су касније спроведени у село Планиници, где се формиран привремени логор под управом поручника Станоја Летице.

## Четнички напад на партизане

### Давање „часне речи”
Дана 4. новембра 1941. године у 16 часова поручник Звонимир Вучковић се налазио на састанку поводом одбране Горњег Милановца са партизанским командантом Бранком Ракићем, када га је телефоном позвао Начелник Горског штаба потпуковник Драгослав Павловић и наредио да одмах нападне партизане и да их разоружа. Локални четнички команданти су тада одлучили да Звонко Вучковић оде лично у Врховну команду у Брајићима и обавести потпуковника Павловића да је његово наређење тренутно немогуће извршити јер није код војника створено потребно расположење, јер су баш тих дана у Милановцу успели да успоставе релативно добре односе са партизанима. Потпуковник Павловић је одбио ове разлоге и наредио да у Милановцу одмах поступе по издатом наређењу.
У међувремену, партизани су посумњали да се нешто спрема. Један део четника се извукао из града, а други део четника су разоружали борци Таковског батаљона Чачанског НОП одреда у Горњем Милановцу. По повратку у Милановац, Вучковић је нашао четнике у Селу Брусници, поред Милановца, како се припремају за напад. Поручник Вучковић се потом вратио у Милановац
како би убедио партизане да њихово савезништво неће бити прекршено. Са партизанским командантом Бранком Ракићем се, дајући часну официрску реч, споразумео да оружје врате разоружаним четницима, и да се остали четници могу одмах вратити у Милановац.
4. новембра 1941 године у 16 час. када сам се налазио на састанку поводом питања одбране Милановца са комунистичким командантом батаљона Ракићем позват сам на телефон из Брајића од Начелника Горског штаба потпуковника Павловића који ми је тада кратко наредио да одмах нападнем комунисте и да их разоружам. Капетан Рељић командант места и командант одреда који је тада стигао у Милановац капетан Стојановић решили су да ја одем у Брајиће и лично обавестим потпуковника Павловића да је његово наређење сада немогуће извршити јер није код војника створено потребно расположење јер смо баш тих дана у Милановцу успели да успоставимо релативно добре односе. Потпуковник Павловић одбио је ове моје разлоге и наредио да ми у Милановцу поступимо одмах по издатом наређењу. (...) Све ово коштало ме је часне речи да нећу комунисте напасти, коју је од мене тражио Ракић као гаранцију. Одмах сутрадан са Стојановићем донео сам одлуку да нападнем комунисте но с тим да се ја привремено склоним како бих одржао часну реч у коју су комунисти чврсто веровали.— Поручник Звонимир Вучковић, командант Таковског четничког одреда
Непосредно уочи напада на партизане у Г. Милановцу, и четнички капетан Радован Стојановић је уверавао партизане да не жели сукоб, иако је управо он предводио напад који је уследио. Таковски партизани су дозволили да четничке снаге буду присутне у граду захваљујући уверавању и „часној официрској речи” Стојановића и Вучковића. Све ово се дешавало упоредо са нападом четника на партизане у чачанском крају.

### Напад на партизане у болници
Ноћу између 6. и 7. новембра четници су изненада напали на партизане у Горњем Милановцу. Главнина партизанских снага била је смештена у две зграде. Таковски батаљон налазио се у Здравственом дому, а Шумадијски одред у болници. У току ноћи, четници Звонка Вучковића, које је водио наредник Кљајић, су изненада опколили болницу и напали партизане. Након краће борбе, пуних шест часова наредник Кљајић је покушавао да убеди опкољене партизане да се предају. Партизани који су били опкољени у згради болнице (око 125 бораца) предали су се након што им је гарантована безбедност.
Међутим, у ноћи између 7 и 8. новембра 1941, у два часа после пола ноћи, они су извршили мучки препад на нас. Ја сам се налазио у болници на првом спрату. Они су дивљачки урликали и пуцали из митраљеза. Похватали су неке наше другове на спавању. Ми смо се држали од 2 сата до после подне кад нам је понестало муниције. Они су нам, међутим, понудили да преговарамо о предаји. Ми смо били против предаје, али пошто се на првом спрату исте болнице налазило око 50 до 60 погорелаца из Горњег Милановца, то јест деце и жена, а они су претили да, ако ми не одемо на преговоре и ако се не предамо да ће запалити болницу, што никако нисмо смели дозволити...— Нинко Сакић, командант Другог батаљона Првог шумадијског партизанског одреда, један је од партизана заробљених у болници у Горњем Милановцу
Истовремено, четнички одред Радована Стојановића је напао Здравствени дом. Већина партизана смештених у здравственом дому успела је да се пробије из града и избегне заробљавање. Из те групе их је заробљено десет. Према четничким подацима, четници су у Горњем Милановцу 8. новембра 1941. заробили око 135 партизана. Партизани заробљени у граду, заједно са борцима заробљеним у околним селима, 8. новембра су спроведени у Михаиловићев штаб на Равну гору, након чега су заробљени партизани предати Немцима. Немци су већину заробљених стрељали, док је само мањи број успео да се спасе.
Упоредо са четничким нападом на партизане у Г. Милановцу, четнички штаб је припремао напад на Гучу од кога је одустао због тога што је четничка Гучка чета одбила да учествује у нападу. Касније су четници напали партизане у Гучи 19. новембра.